# 新亭路駅
新亭路駅（しんていろえき）は中華人民共和国江蘇省南京市江寧区にある、南京地下鉄の駅である。5号線と12号線が乗り入れ、両路線の接続駅となっている。

## 駅名
事業着手当初は南京地下鉄集団は「新亭路駅」の仮称を用いており、2019年11月28日に「駱村駅」を駅名として第一次公示された 、2020年1月15日に駅名が「新亭路駅」に決定したことが発表された。

## 駅構造

### のりば
| 番線 | 路線            | 方面                            | 行先            |
| ---- | --------------- | ------------------------------- | --------------- |
|      | 南京地下鉄5号線 | 東山香樟園・神機営・静海寺 方面 | 方家営 行き     |
|      | 南京地下鉄5号線 | 吉印大道・東善橋 方面           | 江蘇軟件園 行き |

## 隣の駅
南京地下鉄
■5号線
東山駅 - 新亭路駅 - 竹山路駅